# Парламентские выборы в Экваториальной Гвинее (1988)
Парламентские выборы в Экваториальной Гвинее проходили с 3 по 10 июня 1988 года. Демократическая партия Экваториальной Гвинеи, единственная разрешённая партия в Экваториальной Гвинее в то время, получила 99,2 % голосов избирателей и заняла все места в парламенте. Оппозиционной Партии прогресса Экваториальной Гвинеи было отказано в регистрации.

## Результаты
Демократическая партия Экваториальной Гвинеи — 99,2 % — 60 мест

Испорченные/недействительные бюллетени — 0,8 %